# Шуленбурги
Шуленбург (нем. von der Schulenburg) — саксонский графский род

## Происхождение и история рода
Ведёт происхождение от Вернера фон-дер-Шуленбурга, рыцаря-крестоносца, убитого в 1119 году. Потомство Вернера разделилось на несколько ветвей, в числе которых были графские и баронские фамилии.
Курфюршеский саксонский камергер барон Генрих-Мориц фон-дер-Шуленбург (1739—1808) грамотой Иосифа II от 15 (26) августа 1786 года возведён был в графское достоинство Римской империи. Сын его Альбрехт-Людвиг вступил в русскую службу под именем Людвига Борисовича и умер в чине генерал-майора. Его сыновьям, гвардии поручикам Августу-Адольфу и Эдуарду-Вальдемару, Высочайше утверждённым 23.06.1854 мнением Государственного Совета дозволено именоваться в России графами Римской империи. Род Шуленбургов высочайше утверждён в графском достоинстве в 1854 году.
Записан в V части родословной книги Черниговской губернии.

## Известные представители
- Шуленбург, Вернер фон дер (фельдмаршал) (1679—1755) — датский фельдмаршал.
- Шуленбург, Вернер фон дер (1875—1944) — немецкий дипломат, посол Германии в СССР (1934—1941), участник заговора 20 июля 1944 года.
- Шуленбург, Вольфрадина фон дер (1794—1868) — немецкая писательница и египтолог; в замужествах Вацдорф и Минутоли.
- Шуленбург, Маттиас Иоганн фон дер (1661—1747) — военачальник брауншвейгской, савойской и саксонско-польской армий, фельдмаршал Венеции (1715)
- Шуленбург, Мелюзина фон дер (1667—1743) — любовница короля Великобритании Георга I, сестра фельдмаршала Шуленбурга
  - Мелюзина фон дер Шуленбург, графиня Уолсингем (1693—1778) — дочь предыдущей и короля Георга I
- Шуленбург, Фридрих Бернгард фон дер (1865—1939) — обергруппенфюрер СС, генерал кавалерии.
- Шуленбург, Фриц:[править]  -  Шуленбург, Фриц-Дитлоф фон дер (1902—1944) — заместитель начальника полиции Берлина, участник заговора 20 июля 1944 года, младший сын Шуленбурга, Фридриха Бернгарда фон дер
  -  Шуленбург, Фриц (1894—1933) — немецкий антифашист, борец сопротивления.

## Описание герба
Щит поделён на четыре части. В первой и четвёртой части в серебряных полях чёрный, коронованный золотыми коронами,  орёл с распростёртыми крыльями и с красным языком. Во второй и третьей части в золотых полях бык, поделённый на красный и серебряный цвета: передняя часть поделена на красно-серебряные цвета, задняя часть на серебряно-красные. Между рогами быка две хоругви, поделённые горизонтально на бело-красный цвет. В середине щита серебряный малый щиток, украшенный графской короной. В щитке три горизонтально положенные когтями вправо красные лапы грифа.
Щит увенчан графской короной, на ней три коронованных шлема. Намёт: слева золотой, подложен красным, справа красный, подложен серебром. На левой короне два красных воловьих рога, между ними серебряно-красные хоругви. На правой короне два чёрных орлиных крыла. На средней короне половина нагого дикаря, опоясанного зелёной повязкой из листьев, держащего в обеих руках по красной лапе грифа, на его голове венок из зелёных листьев и три красных страусовых пера. Щитодержатели: два нагих дикаря в зелёных набедренных повязках и венках на головах.